# Iver Fossum
Pour les articles homonymes, voir Fossum.
Iver Fossum, né le 15 juillet 1996 à Drammen en Norvège, est un footballeur international norvégien qui joue au poste de milieu de terrain à Rosenborg BK.

## Biographie

### En club
Avec le club de Strømsgodset, il inscrit 11 buts au sein du championnat norvégien lors de la saison 2015.
Il rejoint le club de Hanovre 96 lors du mercato d'hiver 2016.
Le 10 juillet 2022, Iver Fossum rejoint le FC Midtjylland. Il signe un contrat de trois ans, soit jusqu'en juin 2026.

### En sélection
Iver Fossum est régulièrement sélectionné avec les équipes de jeunes. Il reçoit notamment 28 sélections avec les espoirs entre 2014 et 2017. A plusieurs reprises, il officie comme capitaine des espoirs.
Il honore sa première sélection en équipe de Norvège le 29 mai 2016, lors d'un match amical contre le Portugal. Cette rencontre jouée à Porto se solde par une victoire des joueurs portugais sur le score de 3-0. Iver Fossum entre sur le terrain à la 74e minute de jeu, en remplacement de Valon Berisha.
Le 15 novembre 2019, il inscrit son premier but en équipe nationale, face aux îles Féroé. Il délivre également, à cette occasion, une passe décisive. Ce match gagné sur le large score de 4-0 rentre dans le cadre des éliminatoires de l'Euro 2020.

## Statistiques
| Saison                | Club                  | Championnat           | Championnat | Championnat | Coupe(s) nationale(s) | Coupe(s) nationale(s) | Compétition(s) continentale(s) | Compétition(s) continentale(s) | Compétition(s) continentale(s) | Norvège | Norvège | Total | Total |
| Saison                | Club                  | Division              | M.          | B.          | M.                    | B.                    | Comp.                          | M.                             | B.                             | M.      | B.      | M.    | B.    |
| 2013                  | Strømsgodset IF       | Tippeligaen           | 4           | 0           | 1                     | 1                     | C3                             | 0                              | 0                              | -       | -       | 5     | 1     |
| 2014                  | Strømsgodset IF       | Tippeligaen           | 26          | 3           | 2                     | 0                     | C1                             | 2                              | 0                              | -       | -       | 30    | 3     |
| 2015                  | Strømsgodset IF       | Tippeligaen           | 30          | 11          | 2                     | 1                     | C3                             | 6                              | 0                              | -       | -       | 38    | 12    |
| Sous-total            | Sous-total            | Sous-total            | 60          | 14          | 5                     | 2                     | -                              | 8                              | 0                              | -       | -       | 73    | 16    |
| 2015-2016             | Hanovre 96            | Bundesliga            | 9           | 0           | -                     | -                     | -                              | -                              | -                              | 3       | 0       | 12    | 0     |
| 2016-2017             | Hanovre 96            | 2. Bundesliga         | 25          | 1           | 2                     | 0                     | -                              | -                              | -                              | -       | -       | 27    | 1     |
| 2017-2018             | Hanovre 96            | Bundesliga            | 19          | 1           | -                     | -                     | -                              | -                              | -                              | 4       | 0       | 23    | 1     |
| Sous-total            | Sous-total            | Sous-total            | 53          | 2           | 2                     | 0                     | -                              | -                              | -                              | 7       | 0       | 62    | 2     |
| Total sur la carrière | Total sur la carrière | Total sur la carrière | 113         | 16          | 7                     | 2                     | -                              | 8                              | 0                              | 7       | 0       | 135   | 18    |

## Palmarès
Il remporte le championnat de Norvège en 2013 avec le Strømsgodset IF.